# خرو (نيشابور)
خرو (بالفارسية: خرو) هي مدينة تقع في إيران في Zeberkhan District. يقدر عدد سكانها بـ 11,931 نسمة.